# Ferrovia Ferrandina-Matera
La ferrovia Ferrandina-Matera è una linea ferroviaria a scartamento ordinario, non completata, che realizzerà il collegamento di Matera alla rete ferroviaria nazionale presso la stazione di Ferrandina Scalo-Matera.

## Storia
Alla fine degli anni trenta del XX secolo entrò in funzione il primo collegamento ferroviario tra Matera e Ferrandina, realizzato dalla Società Mediterranea Calabro Lucane, a scartamento ridotto. Esso collegava Matera a Ferrandina e Pisticci; in entrambe queste stazioni si aveva l'interscambio con la linea Battipaglia-Metaponto delle Ferrovie dello Stato, che permetteva il collegamento sia con Napoli sia con Taranto. Nonostante fosse l'unico collegamento ferroviario tra Matera e la rete ferroviaria italiana, non ebbe alcun adeguamento strutturale e, tra il 1972 e il 1974, venne soppressa tutta la tratta fino a Montalbano Jonico per eccessivo degrado degli impianti e dei rotabili utilizzati.
Le numerose istanze, che sottolineavano l'isolamento della città dalle aree attraversate dalla rete ferroviaria nazionale, portarono infine all'elaborazione di un progetto di ricostruzione parziale, a scartamento normale, della sola tratta tra Matera e Ferrandina, realizzandone il congiungimento con la rete nazionale.
I lavori di realizzazione della tratta ferroviaria Ferrandina-Matera La Martella iniziarono nel 1986, ma sono rimasti incompiuti; la città di Matera resta raggiungibile per ferrovia solo da Bari tramite la linea ferroviaria a scartamento ridotto delle 
Ferrovie Appulo Lucane. Dopo la realizzazione della stazione, manca ancora l'adeguamento agli standard di sicurezza in vigore della galleria "Miglionico", nei pressi dell'omonimo comune, l'armamento, l'elettrificazione della linea e l'impianto dei sistemi di comando e controllo della circolazione.
Nel 2016 la Commissione Bilancio della Camera ha approvato lo stanziamento di 210 milioni di euro per il completamento della linea ferroviaria.
L'11 luglio 2017, in concomitanza del convegno tenutosi a Matera fra il ministro dei trasporti, l'amministratore delegato delle Ferrovie dello Stato e, le varie istituzioni locali, sono stati dichiarati avviati i lavori di completamento della ferrovia Ferrandina-Matera. Inoltre nel nuovo progetto, elaborato dalle Ferrovie dello Stato, è stata aggiunta alla già esistente bretella di collegamento alla linea Metaponto-Battipaglia in direzione Metaponto, una bretella di collegamento diretto alla linea Metaponto-Battipaglia in direzione Potenza (senza sosta nella stazione di Ferrandina), in modo da consentire un trasporto capillare sia verso il nord che verso il sud del Paese.

## Caratteristiche

### Stazioni e percorso
|  | Unknown route-map component "CONTgq" | Unknown route-map component "STR+r" |  |  |

|  | Station on track |

|  |  | Unknown route-map component "xABZgl+xl" | Station on transverse track | Unknown route-map component "CONTfq" |

| Unknown route-map component "exhKRZWae" |

| Unknown route-map component "exdCONTgq" | Unknown route-map component "exKRZ" | Unknown route-map component "exdCONTfq" |

| Unknown route-map component "extSTRa" |

| Unknown route-map component "extSTRe" |

| Unknown route-map component "exdCONTgq" | Unknown route-map component "exKRZ" | Unknown route-map component "exdCONTfq" |

| Unknown route-map component "exDST" |

| Unknown route-map component "exSKRZ-Bo" |

| Unknown route-map component "exWBRÜCKE1" |

| Unknown route-map component "exhKRZWae" |

| Unknown route-map component "exLSTR" + Unknown route-map component "exKBHFe" |

| Unknown route-map component "exLSTR" |

| Unknown route-map component "CONTgq" | Unknown route-map component "exLSTR" + Unknown route-map component "STR+r" |  |

| Station on track |

| Continuation forward |

#### Ipotesi non ufficiali di prosecuzione del percorso verso la Puglia
Nel tempo si sono susseguite più ipotesi sulla prosecuzione della linea: 
- Prolungamento fino a Venusio e creazione di un binario a doppio scartamento tra Venusio e Altamura.
- Prolungamento fino alla zona industriale di Jesce e utilizzo della bretella merci tra Jesce e Casal Sabini, così da innestarsi sulla linea Rocchetta-Gioia del colle;
- Prosecuzione verso la Puglia passando per il centro cittadino, così da consentire l'interscambio con la stazione di Matera Centrale ed il pieno sfruttamento della linea con la creazione di collegamenti su ferro tra Matera e la provincia;
- Prolungamento verso Gravina in Puglia innestandosi sulla linea Rocchetta-Gioia del Colle.